# 蕲春郡
蕲春郡，中国东汉时设置的郡。
建安十三年（208年）军阀孙权析江夏郡置，治所在蕲春县（今湖北省蕲春县蕲州镇西北）。辖境约今湖北省罗田县、黄冈市以东，长江以北地。不迟于建安十八年（213年）被权臣曹操占领，遂成为曹魏领地，223年被孙吴收复后重新设立。西晋太康元年（280年）晋灭吴后废。隋朝大业年间，改蕲州为蕲春郡，领五县：蕲春县、蕲水县、浠水县、黄梅县和罗田县。唐玄宗天宝元年（742年），改蕲州为蕲春郡。下辖蕲春县、蕲水县、黄梅县、广济县（今湖北省武穴市梅川镇）。唐肃宗乾元元年（758年），复改蕲春郡为蕲州。
唐朝蕲春郡太守
- 田琦（天宝年间）
- 韦斌（751年—753年）
- 李齐物（753年—754年）
- 苑咸（天宝末年）